# Симонович-Никшич, Леонид Донатович
Леонид Донатович Симонович-Никшич (30 мая 1946, Москва — 19 марта 2022) — российский общественный деятель и журналист, православный монархист. Глава «Союза православных хоругвеносцев» (СПХ), председатель «Союза православных братств» (СПБ), сопредседатель «Свято-Сергиевского союза русского народа», заместитель председателя Союза «Христианское Возрождение», заместитель председателя Общества русско-сербской дружбы, глава «Русско-сербского братства», глава православного рыцарского ордена «Дракула», активный участник борьбы с гей-парадами в Москве.

## Биография
Родился в 1946 году в Москве. Леонид закончил школу-восьмилетку и школу рабочей молодежи. Служил в армии, затем учился на филологическом факультете Университета дружбы народов. По собственному утверждению, имел отца-серба, испытывал родственные чувства к Югославии и ездил на учебу в Словению. Затем окончил славянское отделение МГУ и прошёл аспирантуру Института славяноведения и балканистики АН СССР. Симонович-Никшич не защитил диссертацию. Стал переводчиком с сербохорватского и в то же время начал писать стихи. По его словам, его жизнь резко поменялась в 1990 году, когда он сблизился с православными монархическими кругами, включая Владимира Осипова. В результате он вступил в Союз «Христианское Возрождение». В 1992 году им был создан «Союз православных хоругвеноцев». Симонович-Никшич получил благословение от митрополита Санкт-Петербургского и Ладожского Иоанна (Снычёва). В августе 1999 года Симонович-Никшич избран председателем «Союза православных братств». После раскола «Союза русского народа» осенью 2006 года он стал одним из сопредседателей «Свято-Сергиевского Союза русского народа».
В 2006 году Симонович-Никшич стал одним из его организаторов праворадикального «Русского марша».
20 декабря 2006 года патриарх Московский и всея Руси Алексий II наградил Леонида Симоновича-Никшича орденом Святого Преподобного Сергия Радонежского III степени за общественную деятельность и по случаю 60-летия.
Скончался 19 марта 2022 года на 76-м году жизни после тяжёлой и продолжительной болезни.

## Взгляды
Взгляды Симоновича-Никшича основаны на вере в спасительность православной монархии и православном фундаментализме; включают идеи восстановления самодержавия, очищения Руси от «жидовского ига», мотив «ритуального убийства», борьбы против «тайны беззакония», идущей с Запада, и с «Хазарским каганатом», который руководит Россией. Являлся противником сексменьшинств.
После получения ордена от патриарха в 2006 году его настроения несколько изменились. Он сохранил идею «ритуального убийства» царской семьи, но стал утверждать, что в убийстве виновны не евреи, а сатанисты, «команда тайны беззакония». По его словам, если русские и принимали участие в убийствах императоров, то это были «отщепенцы, люмпены, отбросы общества». Хотя он и связывал ритуал убийства царя с каббалой и иудаизмом, но считал, что тот был выполнен в тайне от евреев. Участвовавшего в убийстве царской семьи Якова Юровского Симонович-Никшич теперь изображал не евреем, а протестантом. В «тайне беззакония» он видел международную организацию, в которую, помимо евреев, входят и другие.
Он не отказался также от версии о тайных обществах, совершавших «ритуальные убийства». В 2008 году он утверждал, что в концлагере Ясеновац в Хорватии в 1941—1942 года совершались «ритуальные убийства», которые сопровождались «каббалистическими знаками». Он заявил, что это дело рук хорватского католического священника, который служил грядущему антихристу и наносил удар по православной Сербии. Антисемитских взглядов он также продолжал придерживаться.
По словам Симоновича-Никшича, украинские события есть война между «сынами Света — русскими и детьми Погибели — евреями» — «Миром Христа и мiром Антихриста». Но он заявлял, что «антиеврейская революция победит».
Осуждая массовую миграцию (2015), он утверждал, что в настоящее время идёт «расово-религиозная война цивилизаций» — «христианско-арийского мира» против «семитско-хамитского мусульманского».
По мнению Симоновича-Никшича (2015) в Хазарский каганат «входили Луганск и Донецк, но даже и территория тогда ещё никому не известной Москвы». Он заявлял о возможности создания «Новой Хазарии», которая грозит забрать земли у русских и украинцев.
Он противопоставлял (2016) «Чёрного человека Янкеля Свердлова» и «Светлого Ангела России Царя-Мученика Николая II», утверждая, что в начале 1990-х годов Екатеринбург являлся «мистическим центром Князя мipa сего», а «враг» наносил удар по «Удерживающему Третьему Риму», который есть Россия (Советский Союз).

## Творчество, публикации
В жанре художественной публицистики печатался в журналах «Москва», «Встреча», «Россияне», газетах «Завтра», «Русский Вестник», «Русь Державная», «Я — Русский», «Святая Русь», «Опричнина» и других. Некоторое время раз в неделю выступал по «Народному радио».